# Neutrony prędkie
Neutrony prędkie – neutrony o długości fali nie większej od promienia jądra lub o energii większej od 100 keV.
Neutrony prędkie otrzymywane są:
- w reakcjach jądrowych podczas bombardowania różnych jąder cząstkami naładowanymi lub kwantami γ o dużej energii
- przy rozszczepieniach jąder

Spowalniane neutrony prędkie mają zastosowanie w reaktorach jądrowych (neutrony termiczne).